# Јан—Телеров ефекат
Јан—Телеров ефекат (ЈТ ефекат или ЈТЕ) важан је механизам спонтаног нарушавања симетрије у молекуларним и системима чврстог стања. Ова теорема говори да у нелинеарним молекулима у којима је основно стање електронски дегенерисано долази до дисторзије која снижава симетрију молекула, уклања дегенерацију и снижава енергију.
Овај ефекат има далекосежне последице за различита поља и повезан је са варијететом апликација у спектроскопији, стереохемији и кристалној хемији, молекуларној и физици чврстог стања, те науци о материјалима. Односи се на било које молекуле, не само на комплексе прелазних метала.
Ефекат је назван по Херману Артуру Јану и Едварду Телеру, који су први објавили студије о истом око 1937. године.

## Тетрагонална дисторзија
Низ хексакоординованих комплекса нема геометрију правилног већ тетрагонално деформисаног октаедра. Наиме, две везе међусобно у транс положају су дуже од остале четири везе. То је случај са скоро свим d9 комплексима (2+) и неким високоспинским 4 (3+) и нискоспинским 7 комплексима (3+). Ове дисторзије су последице Јан-Телеровог ефекта.